# Songeo
Pour plus de détails, voir Fiche technique et Distribution.
Songeo (송어, littéralement « truite ») est un film sud-coréen réalisé par Park Jong-won, sorti en 1999.

## Synopsis
Trois citadins rendent visite pour trois jours à un ami qui vit isolé dans les collines.

## Fiche technique
- Titre : Songeo
- Titre original non latin : 송어
- Réalisation : Park Jong-won
- Scénario : Kim Dae-woo
- Musique : Kim Sung-hyun
- Photographie : Jin Young-hwan
- Montage : Lee Kyeong-ja
- Production : Park Keon Seop
- Société de production : Songeo Production
- Pays :  Corée du Sud
- Genre : Drame et thriller
- Durée : 100 minutes
- Dates de sortie : 
  -  Japon : 2 novembre 1999 (Festival international du film de Tokyo)

## Distribution
- Kang Soo-youn : Jung-hwa
- Hwang In-sung : Chang-hyun
- Seol Kyeong-gu : Min-soo
- Lee Hang-na : Young-sook
- Kim In-kwon : Tae-joo
- Kim Roe-ha
- Kim Se-dong : Byung-kwan

## Distinctions
Le film a été nommé pour le Blue Dragon Film Award du meilleur film.